# Gödenstorf
Gödenstorf est une municipalité allemande du land de Basse-Saxe, située dans l'arrondissement de Harburg.